# Ono no Michikaze

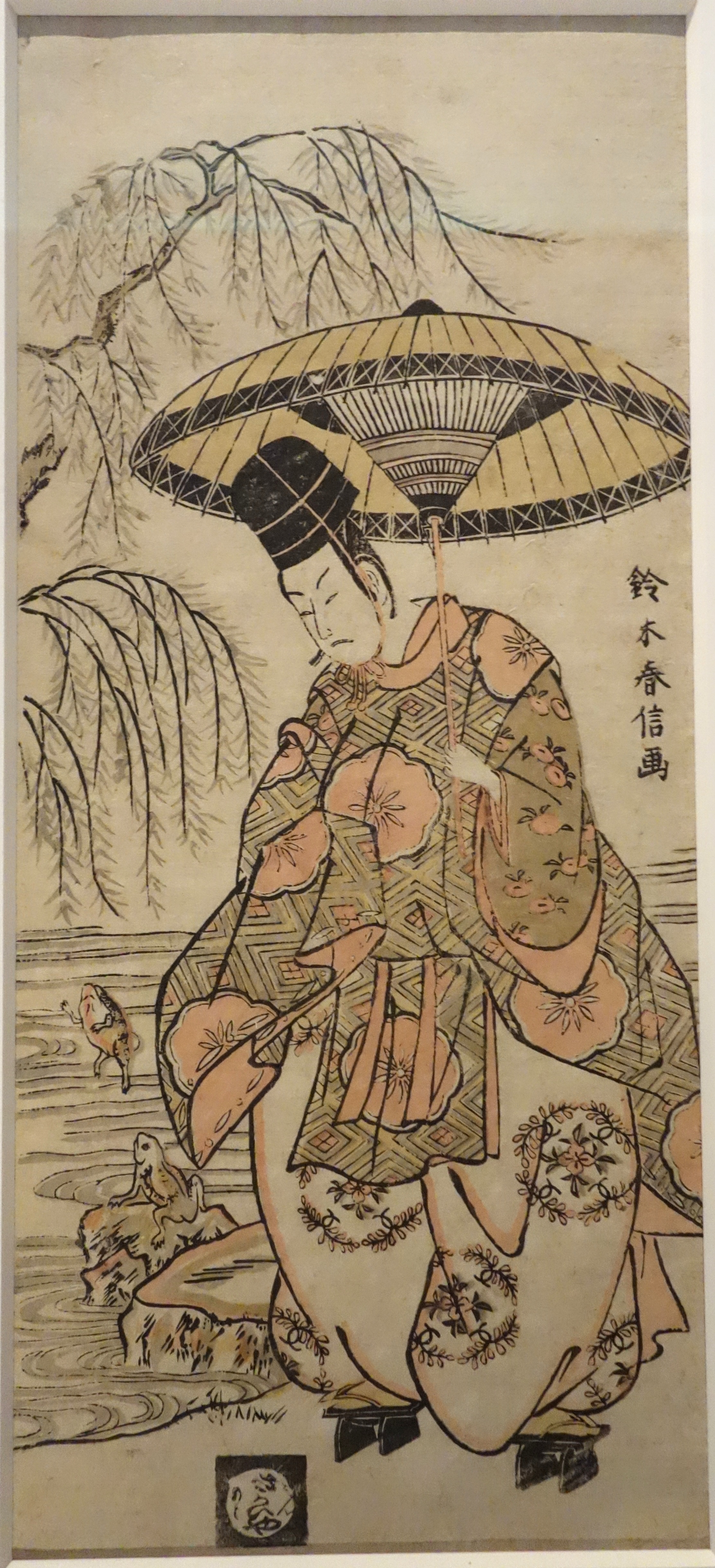
Michikazu mit dem Frosch, (Suzuki Harunobu)

Ono no Michikaze (japanisch 小野 道風, bzw. in respektvoller Lesung Ono no Tōfū; geb. 894; gest. 9. Februar 967) war ein japanischer Hofbeamter und Kalligraf der mittleren Heian-Zeit.

## Leben und Werk
Als Nachkomme eines Hofadeligen (kuge) aus dem 7. Jahrhundert, Ono no Imoko, war er der Sohn des Ono no Kuzuo. Er war eine herausragende Persönlichkeit aus einer Familie, die eine Reihe von Literaturkennern hervorgebracht hat. Michikaze war besonders bekannt für seine Kalligrafie und gehörte mit Fujiwara no Sukemasa und Fujiwara no Yukinari zu den „Drei, die Schriftspuren hinterlassen haben“ (三跡, Sanseki). Obwohl keine authentischen Beispiele seiner Art, Kana zu schreiben, noch existieren, so gibt es doch Dokumente von ihm mit Kanji. 

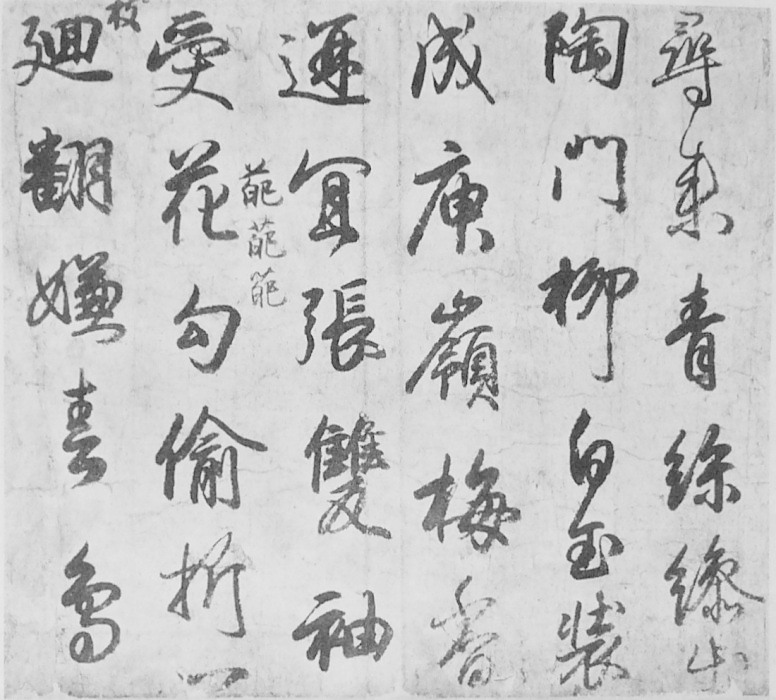
Aus dem Byōbu dodai

Ein gutes Beispiel ist der Entwurf von Texten für einen Wandschirm, das Byōbu dodai (屏風土代). Dieser Text ist über viele Jahre als Schriftrolle aufbewahrt worden. Der eigentliche Text besteht aus etwa zehn Gedichten von Michikazes zeitgenössischen Dichter Ōe no Asatsuna (大江 朝綱; 886–958), die im 12. Monat des 6. Jahres Enchō (Anfang 928) für einen Stellschirm für den Kaiserpalast bestellt worden waren. Der Pinselstrich ist reich und weich, die Bewegung ziemlich bewusst ausgeführt, so dass eine anziehende Wärme zu spüren ist.
Zu Beginn des 10. Jahrhunderts hatte in Japan eine kulturelle Entwicklung stattgefunden, die auf der über Jahrhunderte geführten Beziehungen zu Festland zusammenführte. Man kann diesen Prozess als eine Art Japanisierung der kontinentalen Einflüsse charakterisieren. Diese Veränderung schloss auch die Kunst ein, zu der die Kalligrafie ja gehörte. Bis dahin wurde Kalligrafie, von Ausnahmen abgesehen, in streng chinesischer Weise ausgeführt, die als Ganzes ernst, definiert und präzise war. Auf vielfältige Weise steht Michikazes Stil im kompletten Gegensatz dazu. Man nennt diesen Stil, der sich im 10. Jahrhundert in Japan entwickelte, „Japanische Art und Weise“ (和様 Wayō), um ihn vom chinesischen Stil abzugrenzen. Michikaze stand an der Spitze dieser Entwicklung.

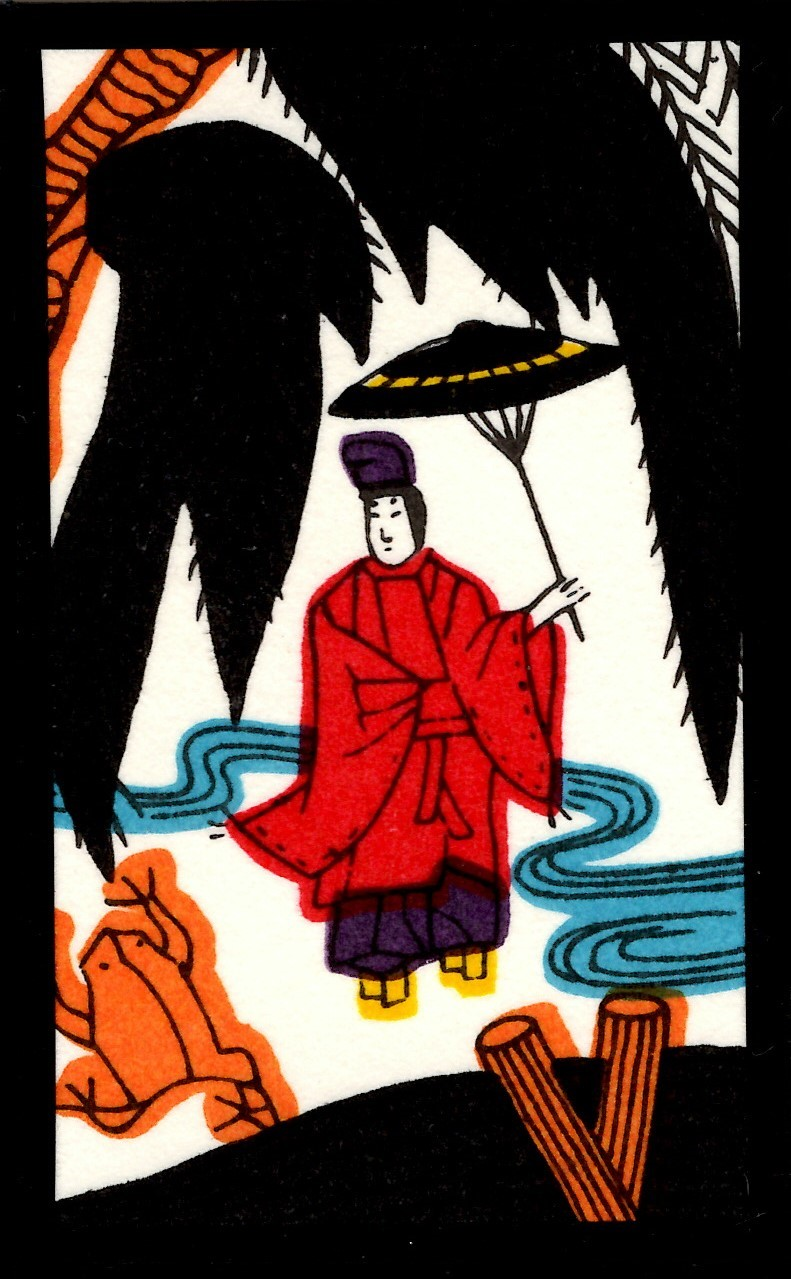
Michikaze auf Hanafuda

Einer Legende zufolge soll Michikaze, der mit seiner Kunst nie zufrieden gewesen war, zugesehen haben, wie ein Frosch vergeblich versucht habe, in einem Sprung einen Weidenbaum zu erreichen. Michikaze und der Frosch wurde ab dem 18. Jahrhundert ein beliebtes Bildmotiv. Im Kartenspiel Hanafuda ist das die Bildkarte in der Novemberfolge.
Die Stadt Kasugai in der Präfektur Aichi hat Michikaze ein Museum gewidmet, das „Tōfū-Gedächtnismuseum Kasugai“ (春日井市道風記念館 Kasugai-shi Tōfū kinenkan).